# Кинески сан
Кинески сан је афоризам који је први пут коришћен у говору Си Ђинпинга 29. новембра 2012. године. У свом првом обраћању председника Кине 17. марта 2013. године, он је више пута користио термин „кинески сан“, тако формализује то у јавној политици. Јасна алузија на амерички сан.
Кинески сан има два главна циља, материјал и модернизацију:
1. Кина ће постати релативно богато друштво или повећати тзв. средња класа до 2021. године, када је прошло век од оснивања Комунистичке партије Кинеза;
2. Кина ће постати потпуно развијена нација до 2049. године, стоте годишњице оснивања Народне Републике Кине.

Си Ђинпинг је 2013. године почео да користи фразу „кинески сан“ и проширио се на кинеске медије и широм света. Он дефинише кинески сан као национална обнова, побољшање живота људи, благостање, изградња бољег друштва и јачање војске. 

## Кинески сан на Балкану
Кина подржава развој инфраструктуре на Балкану: Пељешки мост у Хрватској; Аутопут Београд-Бар и вероватно Нуклеарна централа Белене.